# Ainārs Kovals
Ainārs Kovals, né le 21 novembre 1981 à Riga, est un athlète letton spécialiste du lancer du javelot. Sa meilleure performance personnelle est de 86,64 m, réalisée en août 2008 à Pékin. Il est marié à la lanceuse de javelot lettone Sinta Ozoliņa.

## Palmarès
| Date | Compétition                          | Lieu      | Résultat | Marque  |
| ---- | ------------------------------------ | --------- | -------- | ------- |
| 2005 | Championnats du monde                | Helsinki  | 7e       | 77,61 m |
| 2005 | Universiade                          | Izmir     | 1er      | 80,67 m |
| 2006 | Coupe d'Europe hivernale des lancers | Tel Aviv  | 3e       | 78,64 m |
| 2006 | Championnats d'Europe                | Göteborg  | 5e       | 81,65 m |
| 2007 | Coupe d'Europe hivernale des lancers | Yalta     | 3e       | 74,64 m |
| 2007 | Universiade                          | Bangkok   | 3e       | 82,23 m |
| 2008 | Jeux olympiques                      | Pékin     | 2e       | 86,64 m |
| 2009 | Universiade                          | Belgrade  | 1er      | 81,58 m |
| 2009 | Championnats du monde                | Berlin    | 7e       | 81,54 m |
| 2010 | Championnats d'Europe                | Barcelone | 6e       | 81,19 m |

### Records
| Épreuve           | Performance | Lieu  | Date         |
| ----------------- | ----------- | ----- | ------------ |
| Lancer du javelot | 86,64 m     | Pékin | 23 août 2008 |